# MUD1
Multi-User Dungeon, o MUD (conegut com a MUD1, per distingir-lo del seu successor, MUD2 i del gènere MUD en general), és el primer MUD i el món virtual més antic que existeix.

## Història
MUD va ser creat el 1978 per Roy Trubshaw i Richard Bartle a la Universitat d'Essex en un DEC PDP-10. Trubshaw va nomenar el joc Multi-User Dungeon, en homenatge a la variant Dungeon de Zork, a la qual Trubshaw havia jugat molt devotament. Al seu torn, Zork es va inspirar en un joc d'aventures de text més antic conegut com a Colossal Cave Adventure o ADVENT.
MUD1 es va escriure en el llenguatge de programació específic del domini Multi User Dungeon Definition Language (MUDDL). La seva primera versió va ser escrita per Richard Bartle i Roy Trubshaw a BCPL. Posteriorment va ser portat a C ++ i utilitzat en altres MUDs com MIST.
El 1980, Roy Trubshaw va crear MUD versió 3 amb BCPL (l'antecessor de C), per conservar la memòria i facilitar el manteniment del programa. Richard Bartle, un company estudiant d'Essex, va contribuir molt a la base de dades del joc, introduint moltes de les ubicacions i trencaclosques que sobreviuen fins a l'actualitat. Més tard aquell mateix any, Roy Trubshaw es va graduar a la Universitat d'Essex, lliurant MUD a Richard Bartle, que va continuar desenvolupant el joc. Aquell mateix any, MUD1 es va convertir en el primer joc de rol multijugador en línia a Internet a mesura que la Universitat d'Essex connectava la seva xarxa interna a ARPANET.
El 1983, la Universitat d'Essex va permetre l'accés remot al seu DEC-10 a través de la xarxa de paquets de commutació de paquets de British Telecom entre les 2 i les 7 del matí cada nit. MUD es va popularitzar entre els jugadors de tot el món i diverses revistes van escriure articles sobre aquesta nova tendència.
Entre 1984 i 1987, MUD va ser allotjat al DEC-20 del Dundee College of Technology que va ser una de les poques institucions que va permetre l'accés exterior.
El 1984, Compunet, una xarxa basada al Regne Unit principalment per a usuaris de Commodore 64, va llicenciar MUD1 i el va executar des de finals de 1984 fins al 1987, quan CompuNet va abandonar la plataforma DEC-10 que feien servir.
Trubshaw i Bartle van treballar junts a Multi-User Entertainment per crear MUD2, la segona generació de MUD. El 1985, Richard Bartle va crear MUD1 versió 4, més coneguda com a MUD2. Es pretenia executar com un servei per a British Telecom.
El 1987, MUD1 va obtenir la llicència de CompuServe, que va pressionar Richard Bartle perquè tanqués la instància de MUD1, més coneguda com a "Essex MUD", que encara funcionava a la Universitat d'Essex. Això va provocar la supressió del compte MUD l'octubre de 1987. Això va deixar MIST, un derivat de MUD1 amb un joc similar, com l'únic MUD que queda a la xarxa de la Universitat d'Essex, convertint-se en un dels primers del seu tipus a assolir una àmplia popularitat. MIST va funcionar fins que la màquina que l'allotjava, un PDP-10, va ser substituïda a principis de 1991.
MUD1 va funcionar sota el nom de British Legends fins a finals de 1999 i es va retirar juntament amb altres programes durant els esforços de neteja de Y2K de CompuServe.
El 2000, Viktor Toth va reescriure el codi font BCPL per MUD1 a C ++ i el va obrir al costat de MUD2 a British-legends.com.
El 2014, la Universitat Stanford va obtenir el permís per redistribuir els plànols del joc als autors de MUD1.

## Recepció
Computer Gaming World el 1993 va anomenar British Legends on CompuServe "el típic joc de rol multijugador basat en text amb èmfasi en la màgia".